# Bagrat III (roi de Géorgie)
Vous lisez un « bon article » labellisé en 2009.
Pour les articles homonymes, voir Bagrat III.
Bagrat III (en géorgien : ბაგრატ III ; né vers 960, mort le 7 mai 1014) est le fondateur du royaume unifié de Géorgie. Appartenant à la dynastie des Bagrations, il devient rapidement l'héritier de sa famille en se faisant adopter par le puissant David III le Curopalate. En quelques années, grâce à une stratégie basée sur les alliances familiales et les conquêtes, il unifie tout le nord de la Transcaucasie et se retrouve bientôt suzerain (selon les sources) de la totalité du Caucase.
Également protecteur du christianisme et des arts en tout genre, son royaume acquiert une renommée sans précédent jusque-là. Mais cela ne l'empêche pas de se poser en allié du Califat fatimide et en ennemi déclaré de l'Empire byzantin.

## Biographie

### Jeunesse
Le prince qui deviendra plus tard le premier roi de Géorgie est né dans les années 960, probablement en Ibérie (Géorgie orientale). Il est le seul fils connu de Gourgen Ier, roi titulaire d'Ibérie, et de Gourandoukht, fille du roi Georges II d'Abkhazie. Bagrat est ainsi l'héritier de la famille Bagration, une branche des Bagratides d'Arménie qui est arrivée en Géorgie au VIIIe siècle. Encore jeune, le prince héritier d'Ibérie est désigné comme héritier par le cousin de son père, David le Curopalate, qui règne sur le duché de Tao supérieur et est le Curopalate d'Ibérie depuis 966, et qui a éduqué le jeune prince à sa cour.
À cette époque, l'Ibérie est sous la domination du royaume d'Abkhazie, situé à l'ouest de l'actuelle Géorgie. En effet, en 780, l'Abkhazie, qui a échappé aux invasions des Arabes, s'est émancipée de la suzeraineté byzantine et se constitue en royaume puissant et en maître de cette région ; en 916, l'État abkhaze atteint son apogée en envahissant l'Ibérie et en menaçant l'Arménie. Mais en 975, le roi Théodose III, dit l'Aveugle (qui est également l'oncle maternel de Bagrat), accède au trône et entre en conflit avec sa noblesse. Une guerre civile débute en Abkhazie et le chaos gagne le pays. Exploitant la situation, Kviriké II de Kakhétie (939-976), qui règne dans l'est de la Géorgie, organise des raids contre l'Ibérie et défie ainsi la puissance du monarque abkhaze. En quelque temps, il envahit complètement la Géorgie orientale. Toutefois, l'eristavi (gouverneur) de Karthli Ioané Marouchisdzé se rebelle contre Kviriké II et sollicite l'aide du père adoptif du jeune Bagrat, David le Curopalate. En 976, celui-ci arrive en Ibérie et vainc les Kakhs qui doivent quitter le pays. David, nouveau libérateur de l'Ibérie, offre un royaume libéré de tous ses suzerains antérieurs à un Bagrat qui, encore jeune, est placé sous la régence de son père.

### Entre trône et exil
La première partie du règne de Bagrat III en Ibérie est courte et mal connue. On sait que tôt après son arrivée sur le trône, les nobles, qui ont profité de la mauvaise situation en Géorgie pour récupérer leur ancienne puissance, commencent à se rebeller.
En 978, les Nakourdéveliens (féodaux du Kourdis-Khevi) et les Baratiens s'unissent et s'allient au nouveau prince de Kakhétie, David. Celui-ci s'empare bientôt de la forteresse d'Ouplistsikhe et prend en otage le jeune Bagrat III et ses parents. Ayant appris la nouvelle, David le Curopalate lance une expédition contre les Kakhs qui, après des négociations, rendent l'Ibérie à la famille royale, mais conservent toutefois les forteresses de Grouvi et de Tsirkvali. À partir de ce moment, la régence du royaume est exercée par la reine Gourandoukht, mère de Bagrat III.

### Roi d'Abkhazie
Pendant ce temps, en Abkhazie, la faiblesse du roi Théodose III face aux nobles a achevé d'affaiblir le pays. Mettant à profit la situation, Ioané Marouchisdzé, qui a déjà placé Bagrat sur le trône ibère, tente de porter son protégé à la tête du royaume abkhaze. L'eristavi s'allie alors avec la noblesse de l'Ibérie et de l'Abkhazie et tous s'accordent sur le fait qu'il faut un nouveau roi puissant qui unifierait les deux pays. Bagrat III est investi des attributs royaux et, ayant atteint sa maturité, voit toute la noblesse se baisser à ses pieds. Cet évènement est dit se dérouler en 978, mais d'autres le placent deux ans plus tard. Bagrat, désormais maître de la Géorgie occidentale et centrale, envoie en présent le roi déchu Théodose III l'Aveugle à son père adoptif David le Curopalate.
Devenu roi d'Abkhazie, Bagrat III doit retourner en urgence en Karthli, où sa mère, la régente Gourandoukht, règne et veut se rendre indépendante. Les nobles de Karthli, qui apprécient leur situation sous le règne de la régente, refusent de reconnaître Bagrat III comme roi d'Ibérie et placent à leur tête un certain Kavtar Tbeli. Les nobles se postent dans des positions de défense partout en Géorgie centrale mais le roi les vainc dans une bataille à Moghri. Bagrat s'avance dans son propre royaume et reprend Ouplistsikhe à sa mère. Après avoir ainsi maté la rébellion nobiliaire, il retourne en Abkhazie, où il assigne sa mère. Bagrat III commence à ce moment à mettre de l'ordre dans les affaires abkhazes. Il calme les nobles et se place en monarque loyal et honnête.

### Guerre familiale
Quelques années plus tard, avant 994, un noble d'Ibérie, nommé Rat, fils de Liparit, duc de Kldekarni, se présente comme un puissant noble dans la partie orientale du royaume de Bagrat III. Bientôt, il rentre en possession de la seigneurie d'« Athènes », de la partie sud du Karthli (au sud du Mtkvari), de la région de Trialétie, de la vallée de Manglissi et de Scorétie, puis refuse de se soumettre à Bagrat III. Celui-ci marche alors avec une puissante armée, renforcée par une milice de son père Gourgen, contre le noble révolté. Toutefois, par peur de voir Bagrat plus puissant que lui, le père adoptif du roi s'allie avec Bagrat Régouen, le propre père de Gourgen, et avec les monarques arméniens Smbat II d'Arménie et Abas de Kars afin de stopper l'intervention de Bagrat.
Une première bataille se déroule dans les plaines de Gardatkhinlni, à l'entrée de la Chavchétie. Les armées de Gourgen sont défaites et le prince doit se réfugier dans la forteresse de Tsepta. Le roi Bagrat III, qui a suspendu sa campagne contre Rat, apprend à son plus grand regret qu'il n'a pas assez de force pour affronter les armées de David le Curopalate et de Bagrat Régouen et entame alors des négociations avec le camp opposé. Finalement, la paix est accordée et la guerre dite « familiale » est achevée.
Bagrat III retourne en Abkhazie et y règne paisiblement, laissant Rat, le noble révolté, revenir dans ses domaines. Mais la stratégie du roi est de laisser Rat revenir en Karthli pour lui faire croire que le conflit est terminé. Ainsi, durant l'hiver qui suit, Bagrat réunit ses troupes et assiège Kldekarni, avant de vaincre l'insolent duc. Rat est pardonné et fait duc d'Argvétie, en Géorgie occidentale.

### Unification de la Géorgie

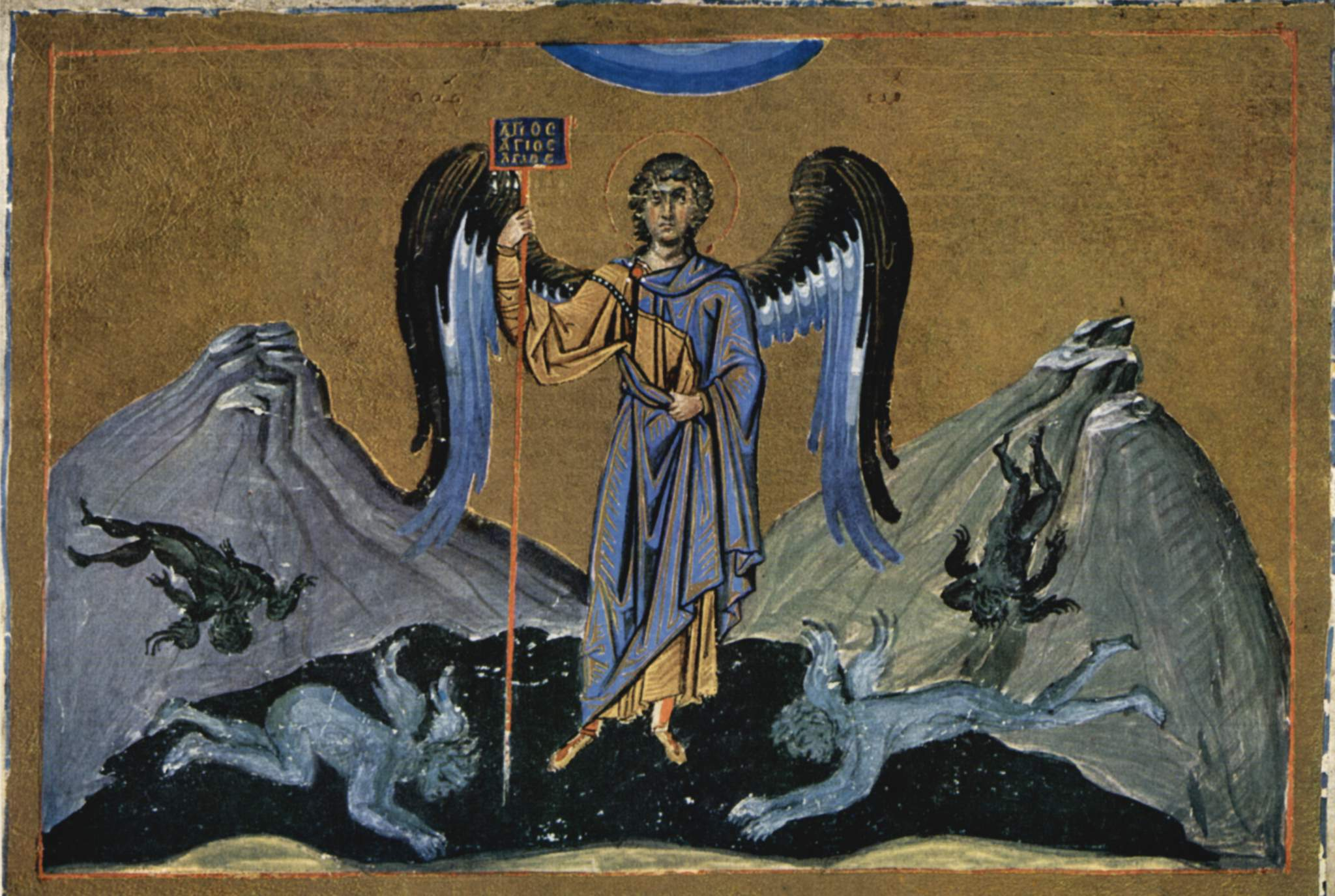
Basile II représenté en ange et terrassant les démons. Enluminure du Ménologe de Basile II, Bibliothèque vaticane.

Le 31 mars 1000, le père adoptif (qui est également son protecteur et le garant de sa sécurité) de Bagrat III, David le Curopalate, meurt, probablement assassiné. La  Chronique géorgienne de Vakhoucht Bagration précise qu'à la mort du souverain du Tao, la contrée est soumise à la désolation. Alors, l'empereur byzantin Basile II, dit le Bulgarochtone, à qui David a dû léguer le Tao à la suite de son rôle dans la révolte de Bardas Phocas, décide de récupérer de force son dû. Toutefois, l'empereur, qui revient d'une campagne en Syrie contre le calife fatimide, et qui s'attend à une campagne difficile, se trouve en face de nobles compréhensifs qui se reconnaissent vassaux d'un puissant monarque, reniant ainsi l'autorité de Bagrat III. En quelques mois, il achève la conquête de la Tao-Klarjétie, avant d'accorder le titre de « Magistros » à Gourgen, père de Bagrat, et celui de « Curopalate » au roi lui-même. Il tente ainsi de monter le fils contre son père, mais aucun conflit n'éclate, Gourgen étant considéré comme un homme et un père franc et droit. Ainsi, Bagrat III, en plus de son titre de Roi d'Abkhazie, devient Curopalate d'Ibérie, unifiant par cette occasion la Géorgie occidentale, mais en perdant une grande partie de son héritage familial.
En 1008, il reçoit le titre héréditaire de « Roi des Géorgiens », et le duché unifié de Tao inférieur-Djavakhétie lorsque son père, Gourgen Ier d'Ibérie, meurt. Devenu maître de toutes les terres dirigées par des membres de la dynastie des Bagrations, Bagrat III décide dès lors d'intervenir en Transcaucasie orientale. Il commence par réclamer à David, prince et chorévêque de Kakhétie, les terres qu'il a annexées après sa victoire lors de la guerre de Karthli de 978. Toutefois, celui-ci refuse et lui annonce son intention de faire la guerre. Alors, Bagrat III, irrité par le refus du Kakh, se dirige vers la Kakhétie, traverse le Karthli, et dévaste l'Héréthie, une province orientale de la principauté de Kakhétie. Il place un certain Aboulal comme mthavari (« comte ») de la contrée, mais celui-ci est renversé par la noblesse locale qui prend le contrôle du pays et qui décide de s'unir à la Kakhétie.
Ayant appris la révolte de l'Héréthie nouvellement annexée, Bagrat III décide d'unifier ses troupes et revient à la conquête. Il achève en quelque temps l'annexion de l'Héréthie, domestique la noblesse locale en Iméréthie (Géorgie occidentale), et place les reliques de la première reine orthodoxe du pays près de ces nobles. En 1008, Bagrat III débute la conquête de la Kakhétie. Il l'achève en 1010, sans rencontrer d'opposition trop forte. Il laisse la forteresse de Bodchorma au prince Kviriké III de Kakhétie, fils du Chorévêque David, mais la lui enlève et annexe complètement le pays quelque temps plus tard. À la fin de cette guerre, Bagrat III se retrouve maître absolu de toute la Géorgie. Il a achevé l'unification du pays et est désormais « Roi des Abkhazes, des Kartvels, des Rans et des Kakhs ».

### Roi de Géorgie

#### Guerre contre Gandja
Devenu roi de Géorgie, Bagrat III décide de s'engager dans des campagnes contre les pays voisins. Il choisit alors de s'attaquer à l'émirat voisin de Gandja (actuel Azerbaïdjan), dont l'émir, Fadloun ou Fadl (de la dynastie des Cheddadides), mène des raids en Géorgie orientale depuis quelque temps. Bagrat, pour parvenir à ses fins, conclut une alliance avec le roi arménien Gagik Ier, dit Shahinshah. En 1012, les troupes arméniennes et géorgiennes se réunissent et se mettent finalement en route vers Gandja au Tzoraget (autre nom du Shirak), en Arménie. Fadloun, qui a juré la mort de tous les chrétiens et qui n'a jamais rencontré de souverain capable de le battre jusque-là, est bien surpris quand il apprend l'avancée des armées de deux pays adorateurs de la Croix et se réfugie alors dans une forteresse où il se prépare à un siège difficile. Bagrat en profite pour s'emparer des terres du Ran, qu'il fait province géorgienne, et commence le siège de Chankor, la ville fortifiée dans laquelle l'émir cheddadide s'est réfugié. En quelques jours, il vient à bout des défenses de la ville et accorde une paix au vaincu. Fadloun se retrouve vassal de la Géorgie et est obligé de venir en aide à Bagrat en cas de nécessité ; Gandja doit aussi payer tribut (kharadj) à partir de ce moment. L'émir offre de nombreux et somptueux présents au roi de Géorgie, mais aussi aux nobles, qui ont convaincu Bagrat de conclure la paix sans annexer Gandja.

#### Puissance de la Géorgie
Après avoir soumis l'est de la Transcaucasie, Bagrat III s'occupe de la frontière avec l'Empire byzantin, au sud-ouest du pays. Depuis l'an 1000 et la mort de David le Curopalate, qui a cédé par testament ses domaines à Byzance, la Tao-Klarjétie fait partie de l'Empire romain d'Orient. En quelque temps, il s'est retrouvé maître du Tao inférieur et de la Djavakhétie, à la suite de la mort de son père, mais il n'a toujours aucun pouvoir sur les terres sous administration byzantine. Toutefois, entre 1011 et 1012, Bagrat choisit de reprendre le contrôle de son dû héréditaire. Il fait alors la guerre contre les princes Soumbat et Gourgen de Klarjéthie, qui, soumis à Byzance, ont pris le titre de « roi de Klarjétie », et menacent la puissance de la Géorgie. Il réussit bientôt à les vaincre, sans opposition de l'Empire byzantin. En 1012, il fait tuer les deux frères Soumbat et Gourgen alors qu'ils sont emprisonnés dans la citadelle de Tmogvi, tandis qu'il permet à leurs enfants de s'exiler à Constantinople.
Bagrat III, venant d'annexer le duché d'Artanoudji-Calarzène, se retrouve maître définitif de toutes les terres géorgiennes. Mais il ne s'arrête pas là. Il mène des campagnes dans le Caucase et soumet au tribut l'Arran, le Chirvan et, selon des chartes géorgiennes contemporaines, l'Arménie. Il s'allie avec le calife abbasside Al-Qadir et se pose en ennemi de Basile II de Byzance. Sous son règne, la Géorgie est unie et ne connaît aucune révolte nobiliaire. Le roi, qui tient la Géorgie dans sa main comme un monarque absolu, est également aimé par son peuple et les paysans se considèrent comme son serviteur.

#### Bagrat et le christianisme

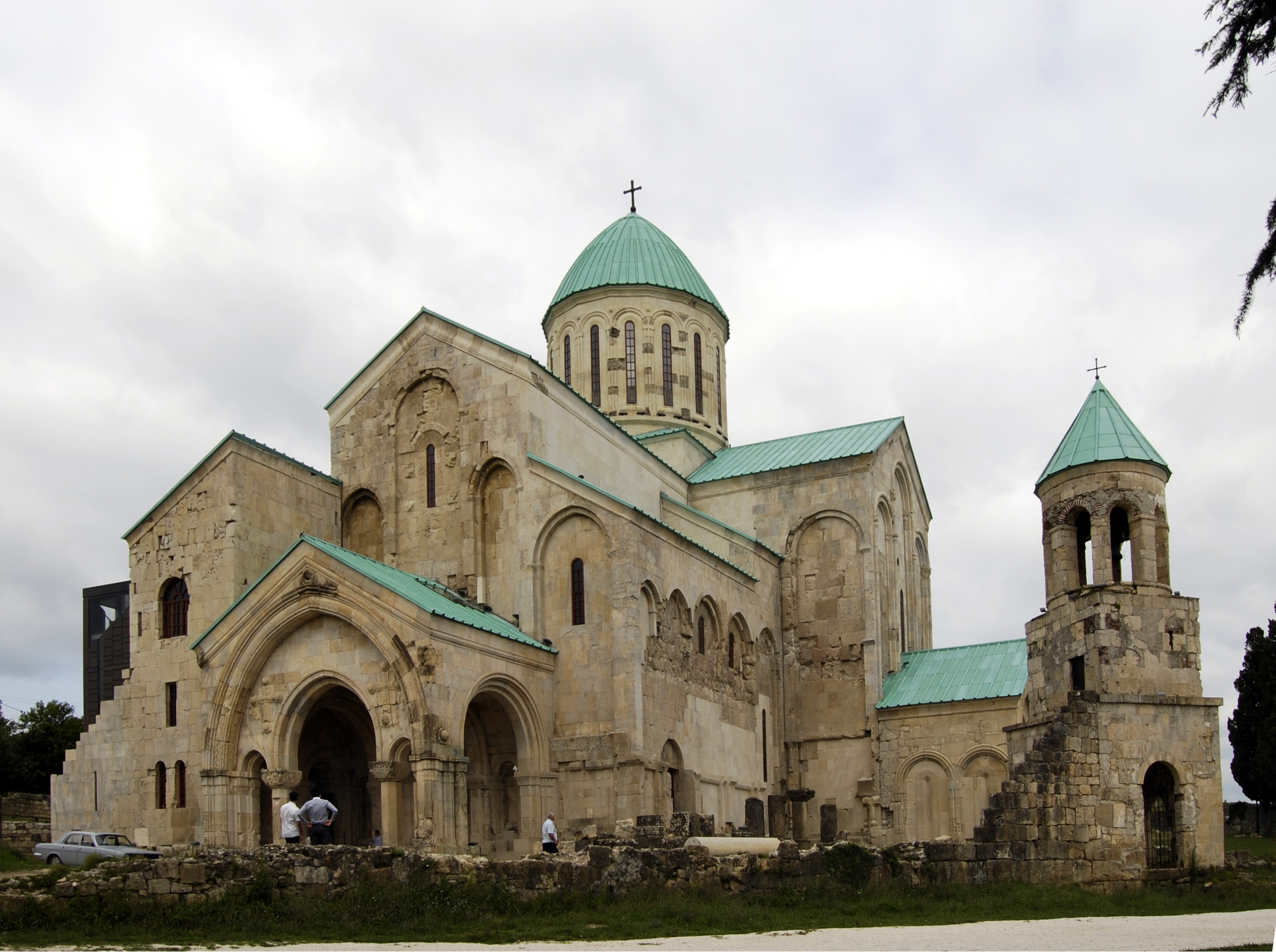
Le roi Bagrat III fait construire la cathédrale de Bagrati à Koutaïssi.

Avec l'unification de la Géorgie, le roi Bagrat III crée par la même occasion le Catholicossat-Patriarcat de toute la Géorgie, qui existe encore aujourd'hui. En effet, avant les années 1000, le Patriarche Jean IV porte le titre de « Catholicos d'Ibérie ». Roi très chrétien, Bagrat III fait construire plusieurs églises, y compris la cathédrale de Bedia, en 999, qu'il élève au rang de chef-lieu d'un évêché et également de capitale religieuse de l'Abkhazie, enlevant ainsi à Goudakva ce titre. Le premier monarque de Géorgie est également à l'origine de la cathédrale de Bagrati, dans sa capitale de Koutaïssi, édifice religieux remarquable, dont la construction est achevé en 1003. Le monument a fait partie du Patrimoine mondial de l'UNESCO de la 18e session de 1994 à 2017, date à laquelle il en a été retiré parce qu’il « fait l’objet d’un grand projet de reconstruction portant atteinte à son intégrité et authenticité ».
D'après Vakhoucht Bagration et Marie-Félicité Brosset, l'empereur Basile II, qui pourtant n'entretient pas de si bonnes relations avec la Géorgie, offre au Patriarcat du pays caucasien le monastère de Kestoria (probablement en Grèce). Le Catholicossat-Patriarcat de toute la Géorgie acquiert par la même occasion pas moins de cent cinq villages, de l'argent et de l'or, des icônes et des croix pour décorer les églises. Toujours selon Vakhoucht Bagration, qui écrit au XVIIIe siècle, c'est sous la protection de Bagrat III que la cathédrale de Svétistskhoveli (Mtskheta), aujourd'hui le siège du Catholicossat-Patriarcat de toute la Géorgie, est construite, ou plutôt restaurée, à l'aide des ornements rapportés de Kestoria. Toutefois, on sait aujourd'hui que ce n'est que sous le règne suivant que cela se produira.

### Mort

Royaume de Géorgie à la mort de Bagrat III (1014).

Après avoir vaincu les ducs de Klarjétie, Bagrat III entreprend un dernier voyage dans son pays. Il traverse la totalité de son royaume, de l'Abkhazie à l'Héréthie, en passant par le Karthli et la Kakhétie pour finalement s'arrêter au Tao, où il passe l'hiver 1013-1014 dans la forteresse de Phanascert, ancienne résidence des souverains du Tao. Il meurt le vendredi 7 mai 1014 dans sa demeure royale, à un âge avancé, avec une longue chevelure blanche, après un règne de trente-six années. Le comte Zviad Orbéliani, qui règne dans une province de l'Abkhazie, prend soin de son corps, qu'il transporte jusqu'au nord du pays. Le premier monarque de la Géorgie unifiée est inhumé en l'an 1014 dans l'église de Bedia, aujourd'hui dans la république séparatiste d'Abkhazie.

## Famille
Bagrat III de Géorgie est le fils de Gourgen Ier d'Ibérie et de son épouse, la reine Gourdandoukht, fille du roi Georges II d'Abkhazie. Durant sa jeunesse, le jeune monarque est adopté par le cousin de son père, David le Curopalate, qui, manquant d'héritier légitime, a besoin d'un fils. Selon la Chronique de Mathieu d'Édesse, le roi a également une sœur, Katramide, fille de son père Gourgen. Celle-ci est mariée à Gagik Ier, roi d'Arménie. Toutefois, d'autres sources contredisent ce lien familial et rattachent Katramide aux dynastes siouniens,.
Selon le généalogiste géorgien Cyrille Toumanoff, le roi Bagrat III a eu une épouse, Marthe, avec laquelle il a eu un fils : Georges Ier de Géorgie. D'autres sources nous font part d'un second enfant, Basile, qui fut canonisé sous le nom de Basile de Khakhouli par l'Église orthodoxe géorgienne.

## Héritage
Bagrat III de Géorgie est considéré par la presque totalité des historiens comme le premier monarque d'un royaume unifié de Géorgie, privant le légendaire souverain ibère, Pharnabaze Ier, de ce titre. Bagrat III donne son nom à plusieurs de ses descendants et dix monarques géorgiens porteront le nom de Bagrat. Aujourd'hui, méconnu malgré son histoire, Bagrat III est très respecté dans le pays qu'il fonda et, le 21 janvier 2008, à la suite de sa victoire aux élections présidentielles, Mikheil Saakachvili a prononcé un discours à Koutaïssi près de la tombe de David IV de Géorgie, dans lequel il a salué l'œuvre d'unification de Bagrat III. La veille, le Président a déclaré que, tout comme le premier monarque, il a l'intention de « réunifier tous les territoires géorgiens, dans la paix ».